# De espaldas a ti
De espaldas a ti es el cuarto álbum de estudio del grupo español Esclarecidos, publicado por GASA en 1989. Incluye colaboraciones de Javier Corcobado (letra en Tucán) y Víctor Coyote (La abundancia).

## Lista de canciones
1. Una sorpresa.
2. Cita en Igueldo.
3. El Dueso (Comidas).
4. ¿Por qué?
5. Tucán.
6. La abundancia.
7. El Club de los Inocentes.
8. Las hormigas.
9. No me acaricies.
10. Muérdeme la espalda.
11. Dos sorpresas.